# Квак широкодзьобий
Квак широкодзьобий (Cochlearius cochlearius) — вид пеліканоподібних птахів родини чаплевих (Ardeidae).

## Опис
Це унікальний представник родини чаплевих, який зовсім не схожий на інших своїх родичів. Він відрізняється широким і коротким дзьобом. Його довжина досягає 8 см при ширині 5 см. На кінчику наддзьобка є невеликий гострий гачок.
Довжина тіла дорослого птаха коливається від 50 до 60 см при вазі від 0,5 до 1 кг. При цьому самці значно більші та важчі за самиць. На голові розташований великий чорний чуб, ноги та черево сіруватого або коричневого кольору. Решта оперення, переважно, сіре, тільки лоб, горло і боки птиці білі.

## Поширення
Ареал простягається від Мексики до Бразилії, де він живе в прибережних мангрових заростях і на берегах річок з густою рослинністю.

## Спосіб життя
Живиться рибою, ракоподібними, дрібними амфібіями, комахами й невеликими ссавцями. Цікаво, що під час полювання птахи часто видають звуки, схожі на квакання місцевих жаб.
Вдень на батьківщині квака широкодзьобого занадто спекотно, тому в цей час вони воліють відпочивати в тіні. Увечері птахи вирушають на полювання. При цьому темні сутінки їх зовсім не лякають, адже величезні очі дозволяють їм добре бачити в темноті.
Полюють вони неспішно: або стоять у воді, шукаючи підхожу живність, або бродять на мілководді. Іноді вони використовують свій шикарний дзьоб як черпак, щоб виловити з річки що-небудь смачненьке.
Вони ведуть поодинокий спосіб життя, проте в період гніздування збираються в невеликі колонії. Для того щоб привернути увагу самок, самці розправляють свої чубчики та цокотять дзьобами. Гнізда споруджуються на деревах біля води. У кладці 2-4 синюватих яйця, насиджування яких самець і самиця займаються по черзі. Тривалість життя становить 25 років.